# 大城肇
大城 肇（おおしろ はじめ、1951年6月23日 -）は、日本の経済学者。前琉球大学学長。専門は島嶼経済学、数理経済学。

## 略歴
沖縄県八重山郡竹富町の鳩間島出身。1970年3月、沖縄県立八重山高等学校卒業。1974年3月、琉球大学法文学部卒業。1977年3月、広島大学大学院経済学研究科修士課程修了。1984年4月、広島経済大学経済学部専任講師、1989年1月、同助教授。
1989年4月に琉球大学法文学部に助教授として着任し、1994年4月に教授に昇任。2004年4月には琉球大学アジア太平洋島嶼研究センター長となる。2005年12月に琉球大学学長補佐、2008年6月に副学長、2009年4月に理事・副学長を歴任した後、2013年4月から2019年3月まで2期6年にわたって琉球大学第16代学長を務めた。
学長の任期中には、医学部医学科に離島・北部枠を設け、離島や本島北部にサテライトキャンパスを設置した。